# Foltostüskés unikornishal
A foltostüskés unikornishal (Naso brevirostris) a sugarasúszójú halak (Actinopterygii) osztályának sügéralakúak (Perciformes) rendjébe, ezen belül a doktorhalfélék (Acanthuridae) családjába tartozó faj.

## Előfordulása
A foltostüskés unikornishal előfordulási területe a Vörös-tengerben, az Indiai- és a Csendes-óceánban van. A Kelet-Afrikától kezdve, a Marquises-szigeteken keresztül, egészen a Hawaii szigetekig sokfelé megtalálható. Elterjedésének északi határa Japán déli része; a déli határát a Lord Howe-szigetcsoport alkotja. Omán vizeiben és a Perzsa-öbölben nem fordul elő; azonban a csendes-óceáni Galápagos-szigetek körül van állománya.

## Megjelenése
Ez a hal legfeljebb 60 centiméter hosszú. A hátúszóján 6 tüske és 27-29 sugár, míg a farok alatti úszóján 2 tüske és 27-30 sugár ül. A felnőtt hal testszíne a kékesszürkétől az olívazöldes-barnáig változik; általában a testének az elülső része, a pofája és a toroktájéka világosabb. A test oldalán rövid, nem egyenes sávok húzódnak. A „szarván” merőlegesen vannak a sávok. Az ajkainak széle kék. Az ivarérettlen felnőttek fején és testén sötét foltok láthatók. A fiataloknál hiányzanak a felnőttekre jellemző „szarvak”.

## Életmódja
Trópusi, tengeri hal, amely a korallzátonyokon él 2-122 méteres mélységekben; de általában 4-46 méter mélyen. A 24-28 Celsius-fokos vízhőmérsékletet kedveli. Főleg a lagúnák környékén levő vizeket és a meredek sziklaszirteket választja élőhelyül, ahol inkább kisebb rajokban úszik. A nyíltabb vizekben és az erősebb áramlatú helyeken, a rajok nagyobbak. Az ivadék és a fiatalok a fenéken levő algákkal, míg a kifejlett halak zooplanktonnal táplálkoznak.

## Szaporodása
A foltostüskés unikornishal az ívási időszakban párt alkothat.

## Felhasználása
Ezt a halfajt ipari mértékben halásszák; általában hálóval. A városi akváriumok szívesen tartják.
Néha Ciguatera mérgezést okozhat.

## Képek

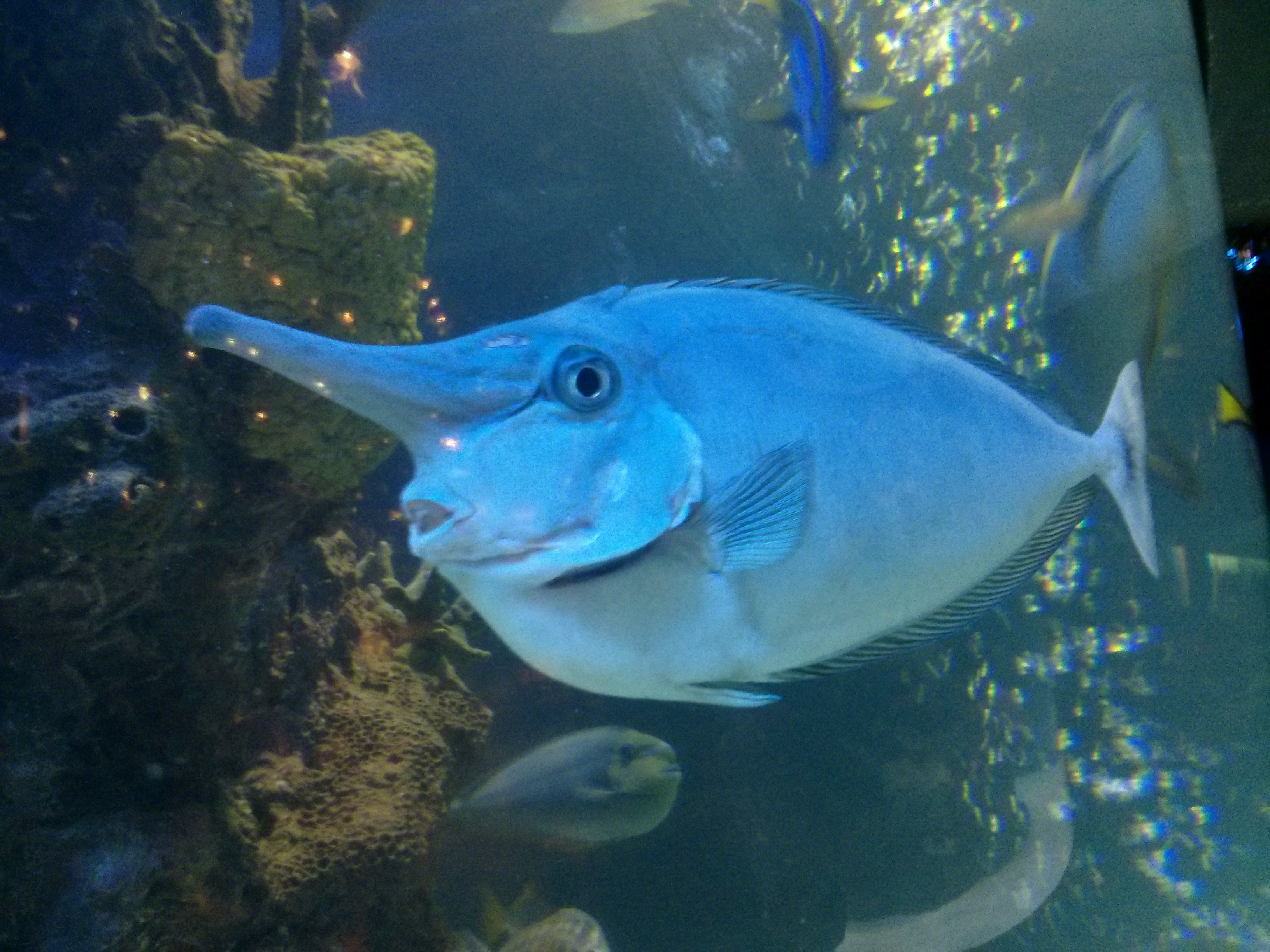
A felnőtt hal
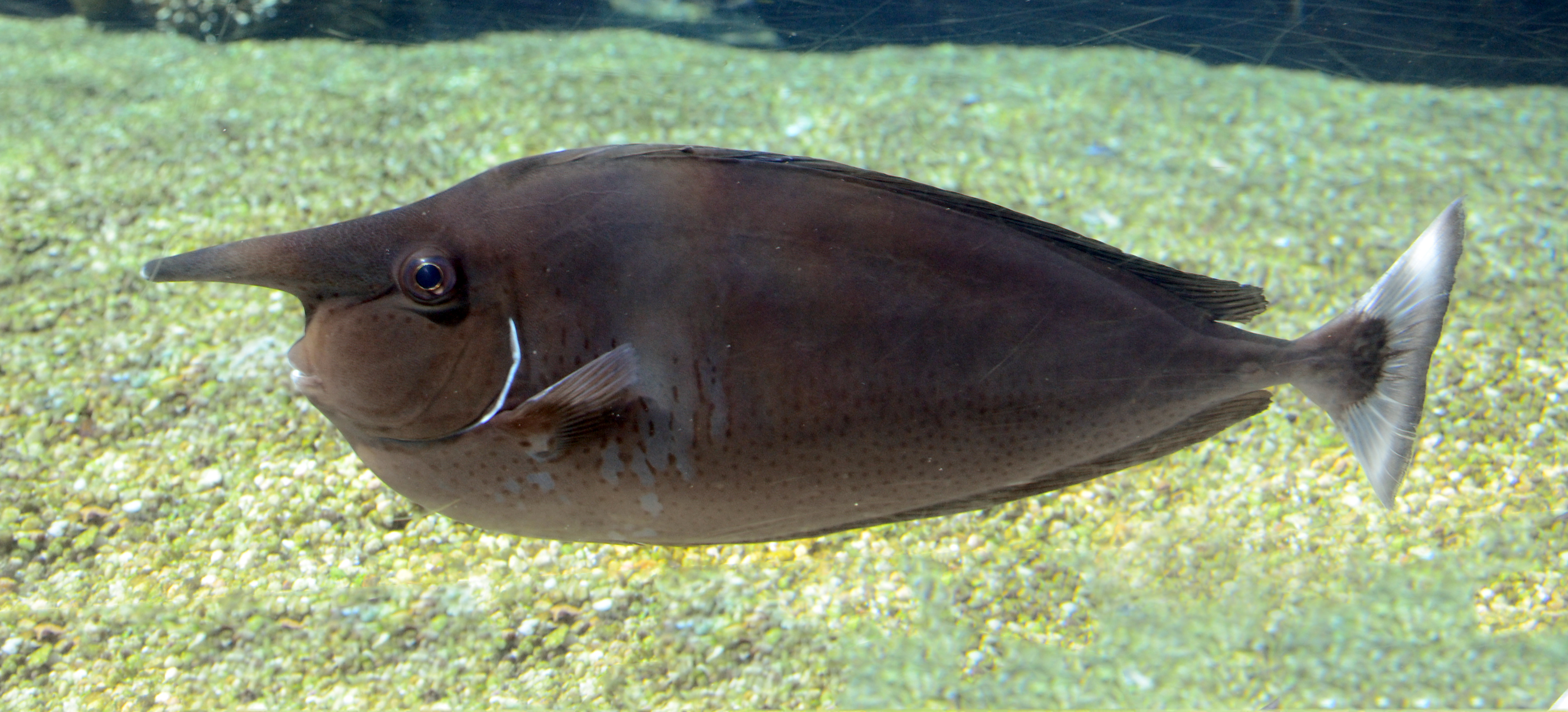
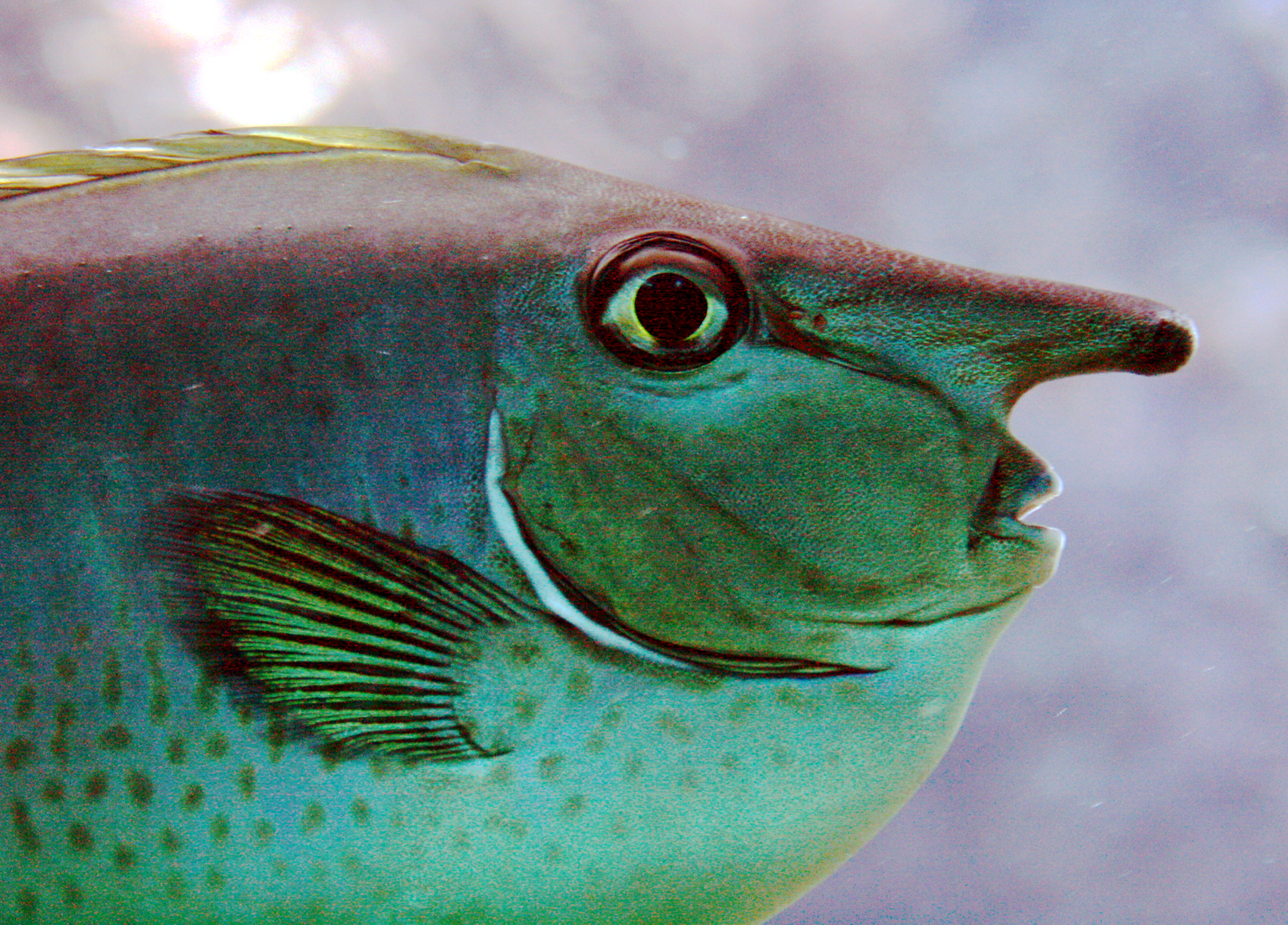
Portré
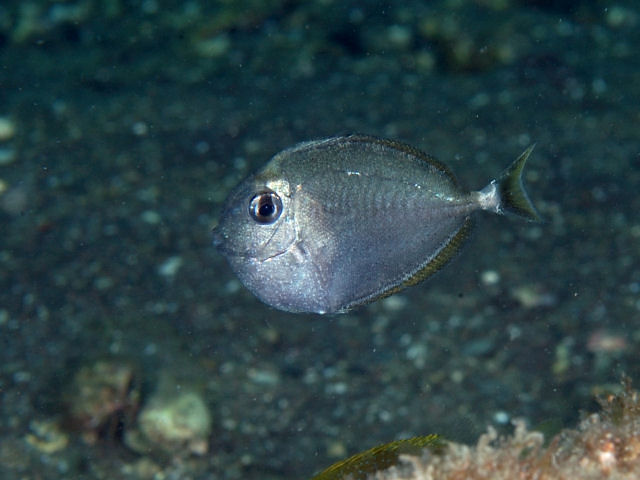
Fiatal példány